# Chobotki
Chobotki – wieś w Polsce położona w województwie podlaskim, w powiecie monieckim, w gminie Knyszyn.
Wieś posiadała w 1673 roku marszałkowa nadworna koronna Aleksandra Katarzyna Branicka, leżała w ziemi bielskiej województwa podlaskiego w 1795 roku. W latach 1975–1998 miejscowość administracyjnie należała do województwa białostockiego.
Wierni kościoła rzymskokatolickiego należą do parafii Świętej Trójcy w Jasionówce.